# Carl Blechen

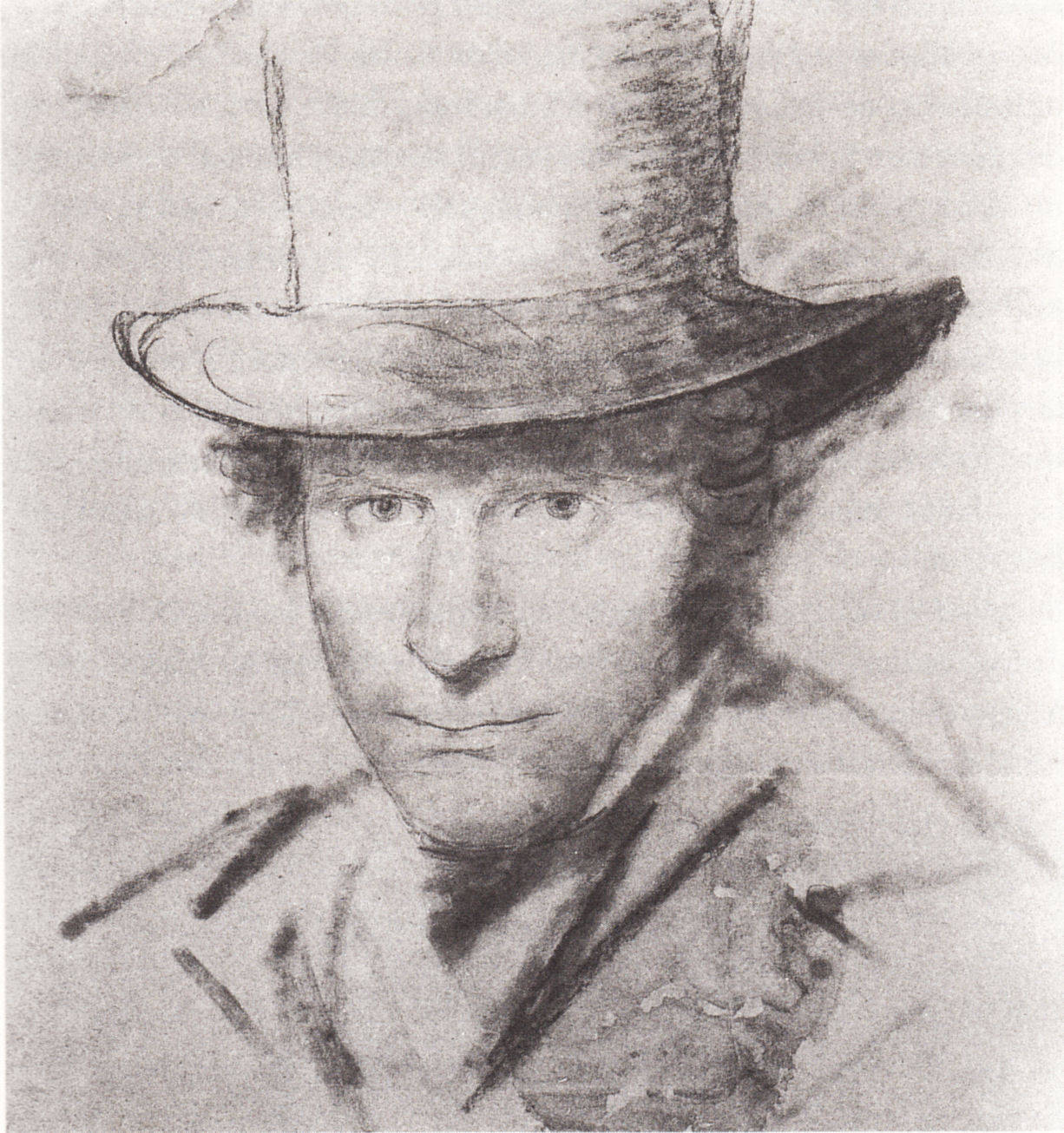
Autorretrato, (1825)

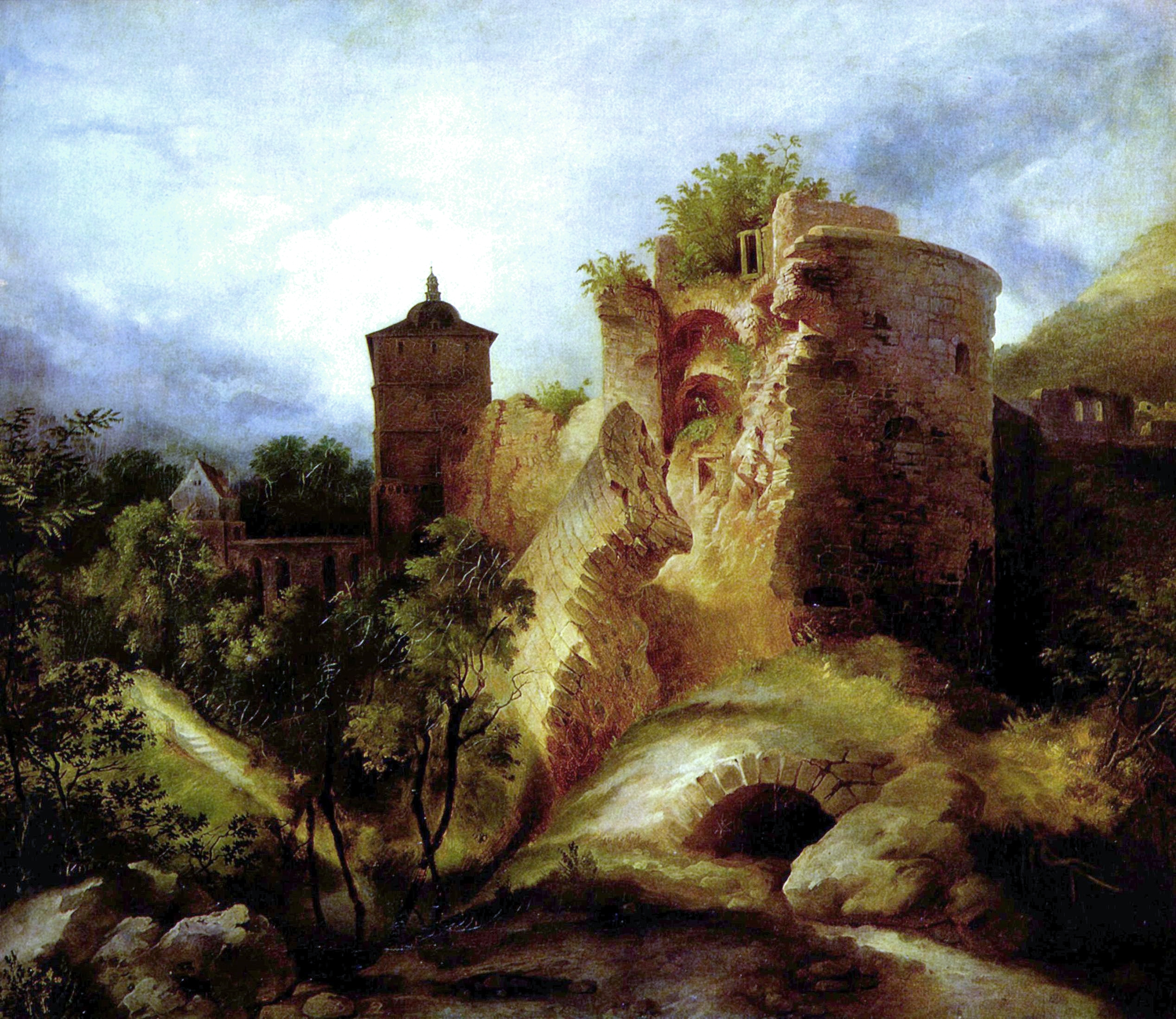
A torre em ruínas do Castelo de Heidelberg, h. 1830).

Carl Eduard Ferdinand Blechen (Cottbus, 29 de julho de 1798 – Berlim, 23 de julho de 1840), também escrito como Karl Blechen, foi um pintor alemão, especializado em pinturas paisagísticas  e arte fantástica.

## Biografia
Nascido em Cottbus, era filho de um funcionário de fazenda. Blechen trabalhou como empregado de banco em Berlim, mas deixou a carreira de comerciante aos vinte e quatro anos, ingressando na Academia de Belas Artes de Berlim (Akademie der Künste) em 1822.
Em 1831 foi nomeado professor da classe de paisagens na Academia berlinense. Não obteve êxito comercial nem tampouco reconhecimento. A partir de então, começou a padecer em decorrência a uma enfermidade mental. Sua depressão intensificou-se em 1835, quando mais tarde em 1839 chegou à loucura extrema.

## Estilo
O estilo do pintor nunca deixou de se movimentar entre o realismo e o romantismo. Procurava representar em suas obras o natural, ao ar livre. Fazia isto mediante numerosos esboços ao utilizar a aquarela, o lápis e óleo. Em vida, Blechen não obteve o reconhecimento que possui atualmente. É considerado um dos artistas mais relevantes da pintura alemã, junto a Caspar David Friedrich.

## Obras

### Galeria

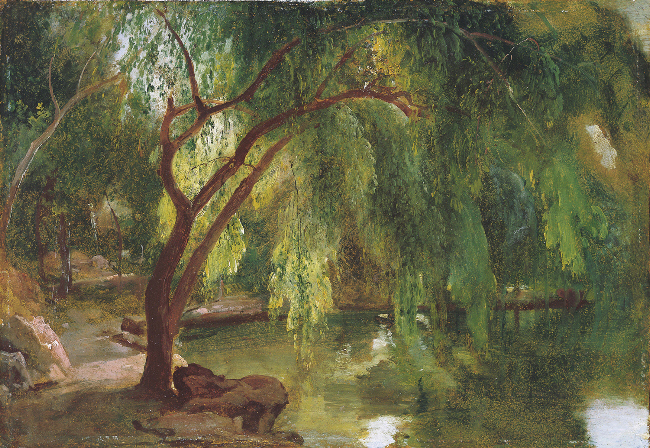
Im Berliner Tiergarten, 1825
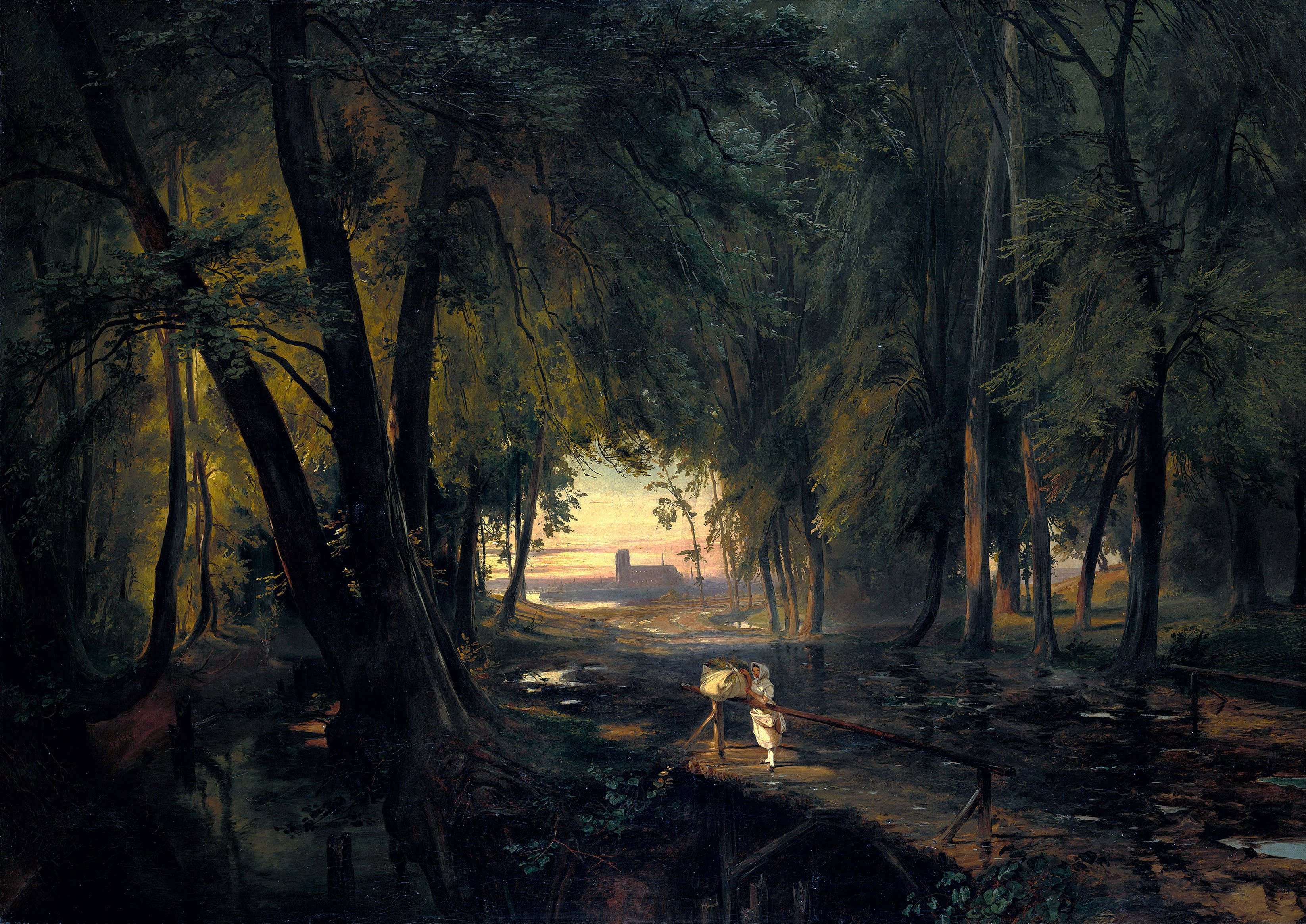
Waldweg bei Spandau
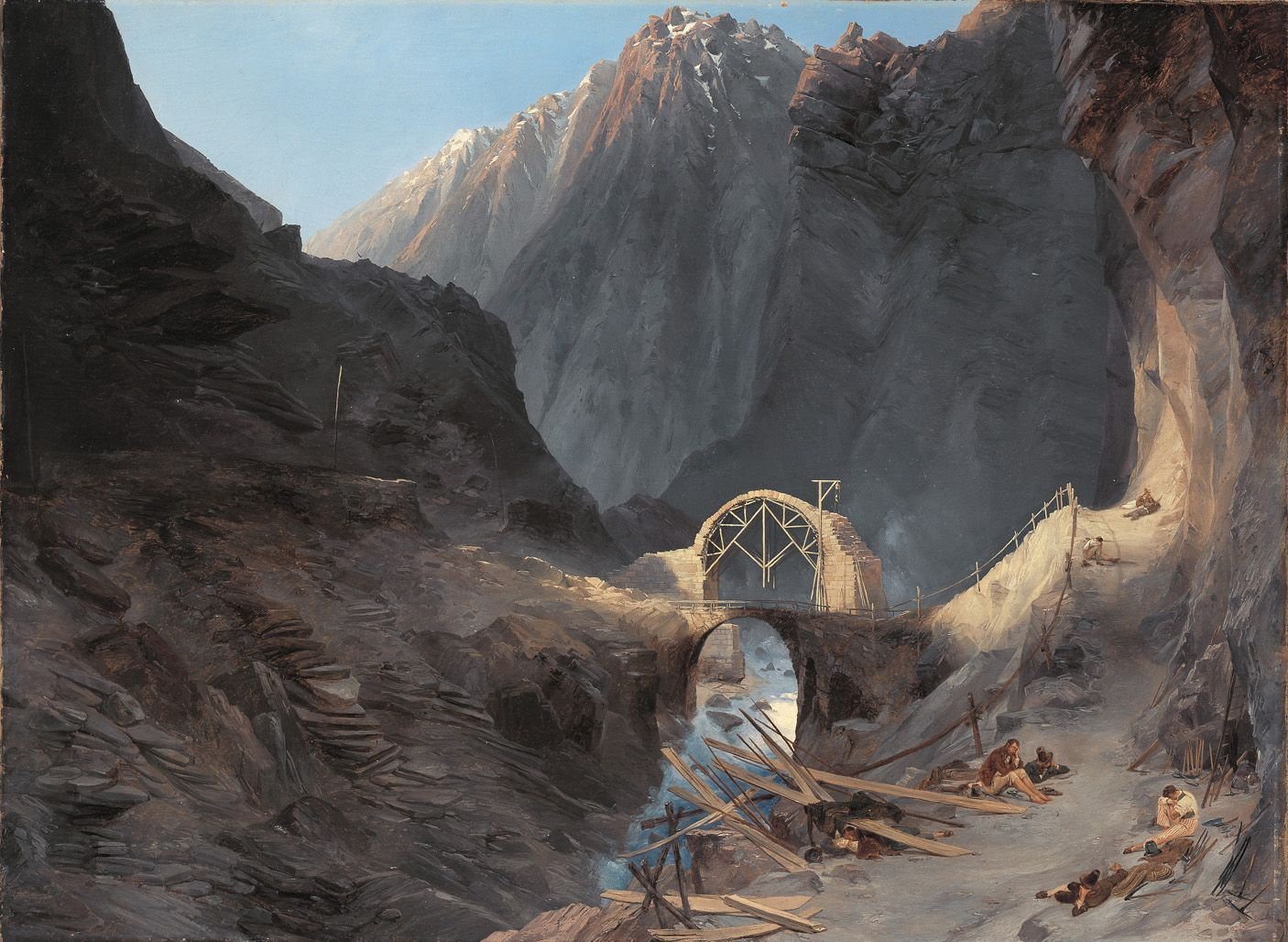
Bau der Teufelsbrücke, 1830–32
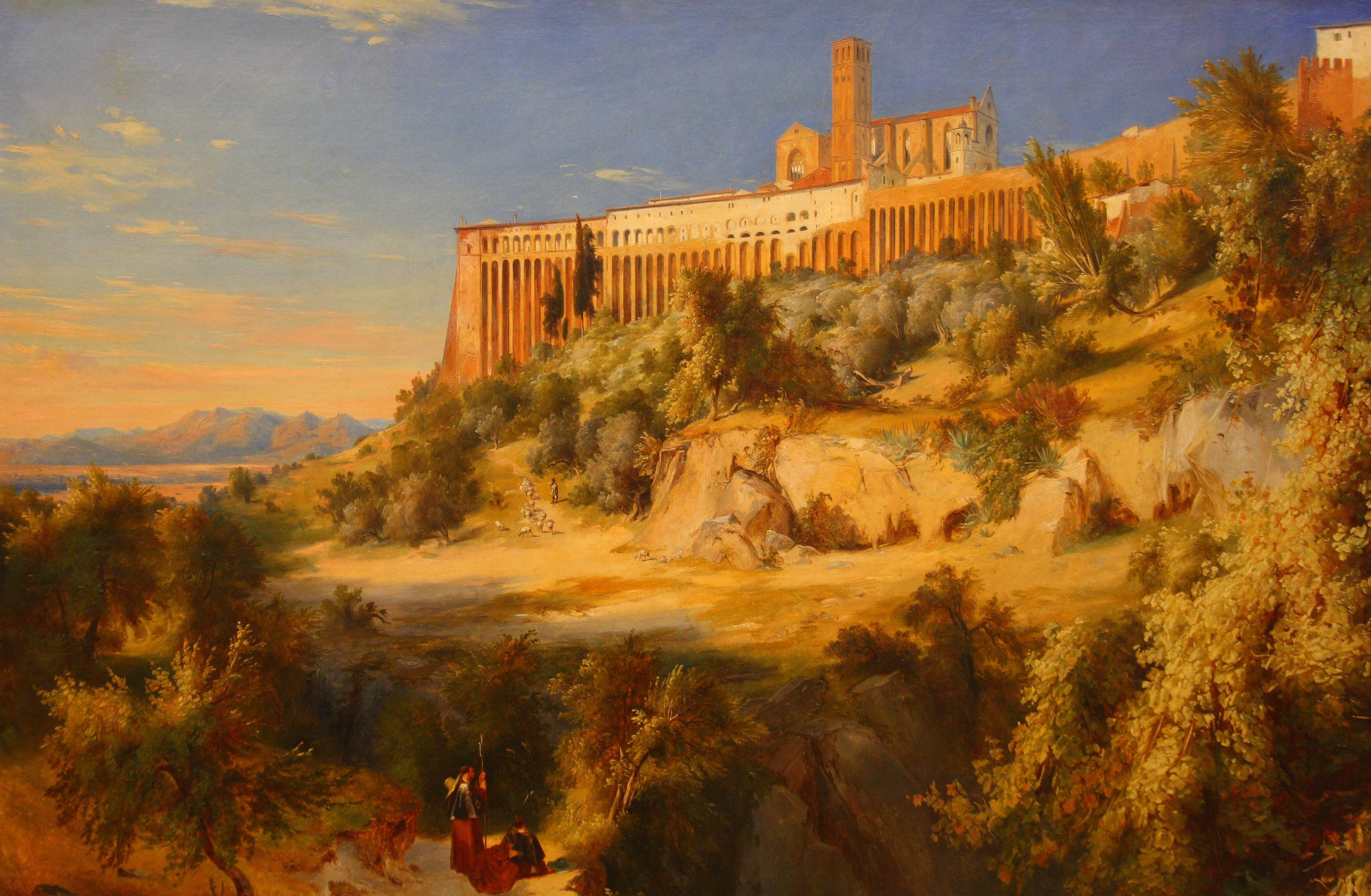
Vista de Assisi 1832-35
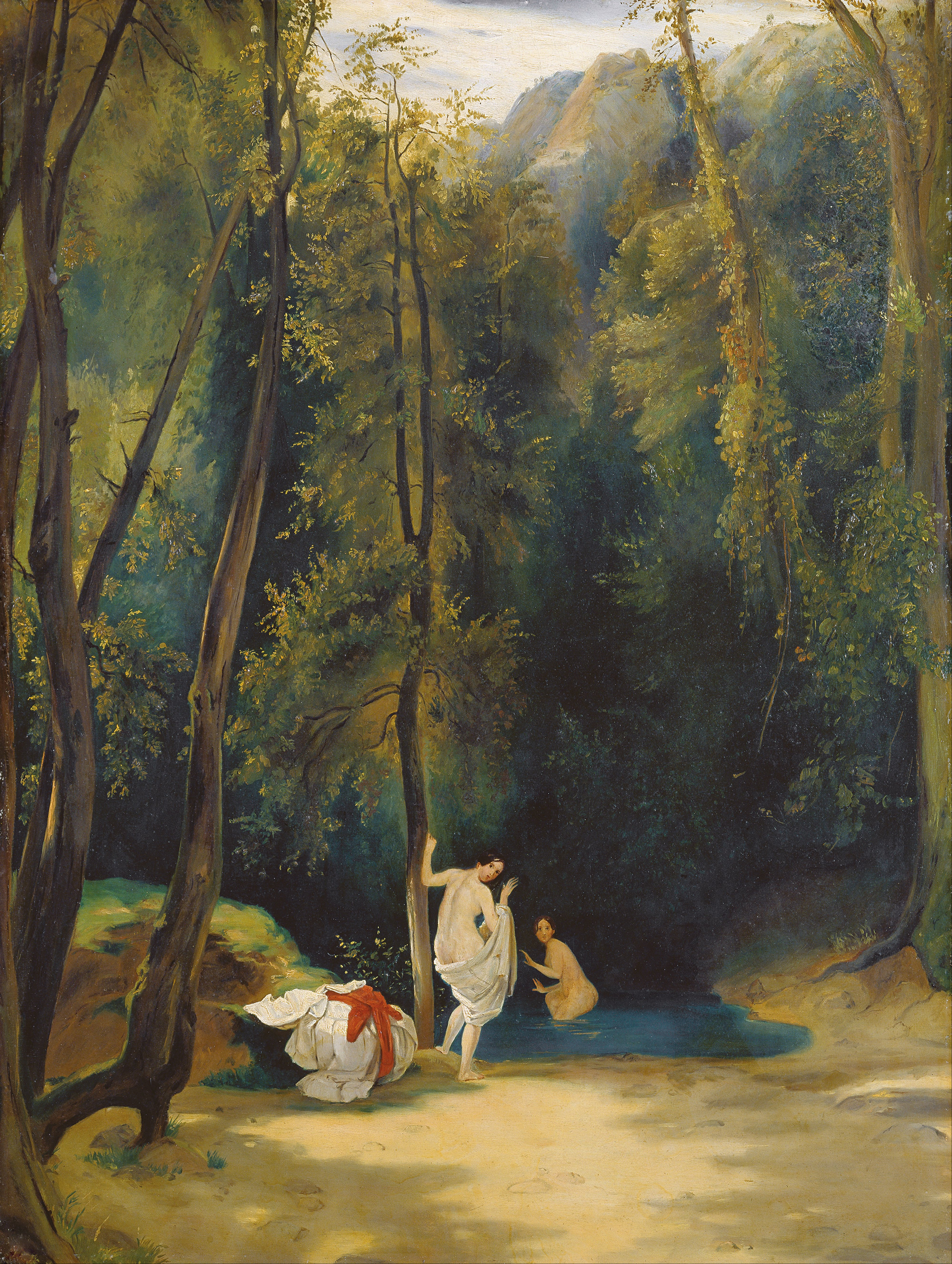
Badende im Park von Terni, 1836
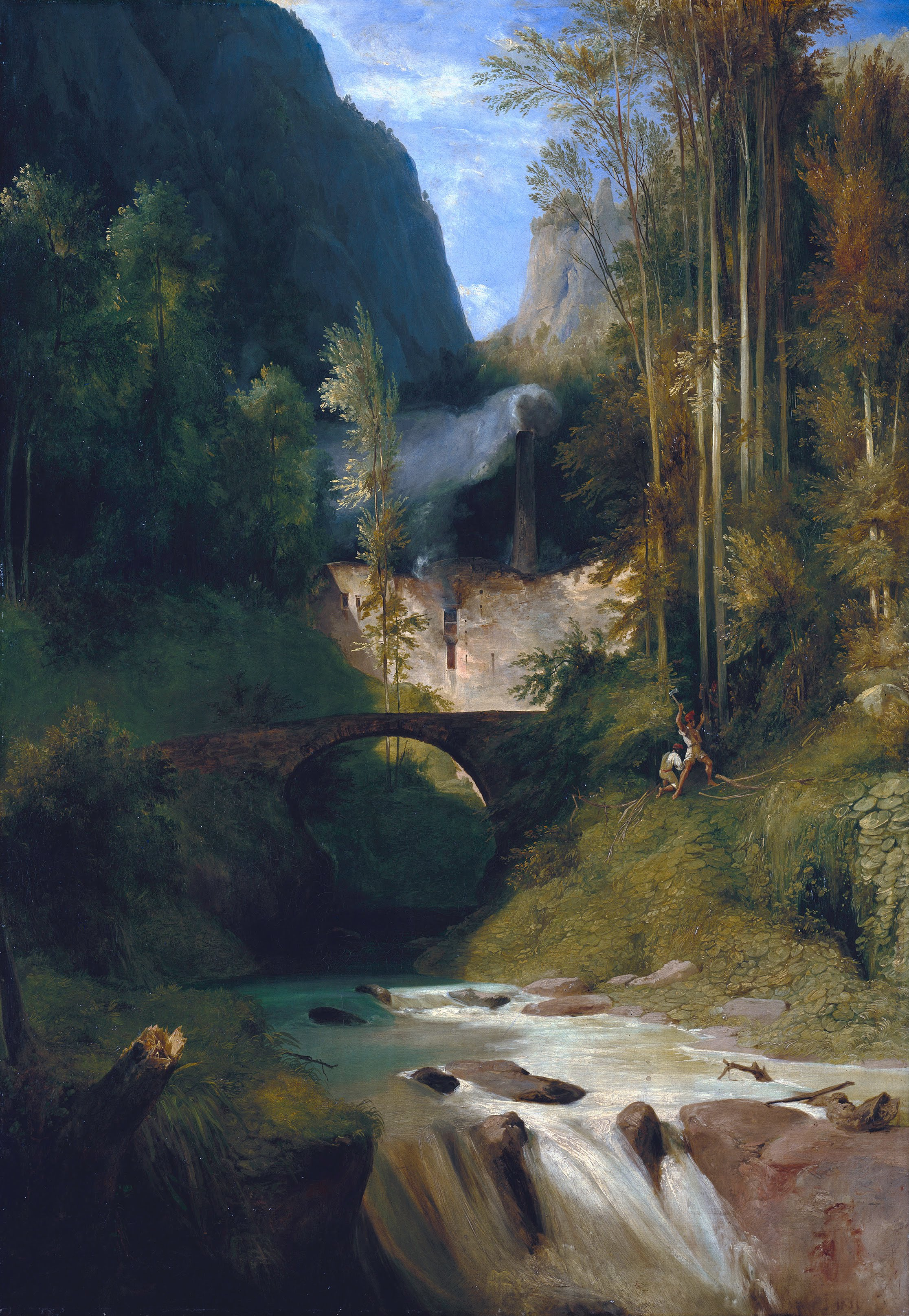
Gorge near Amalfi (Schlucht bei Amalfi), 1831
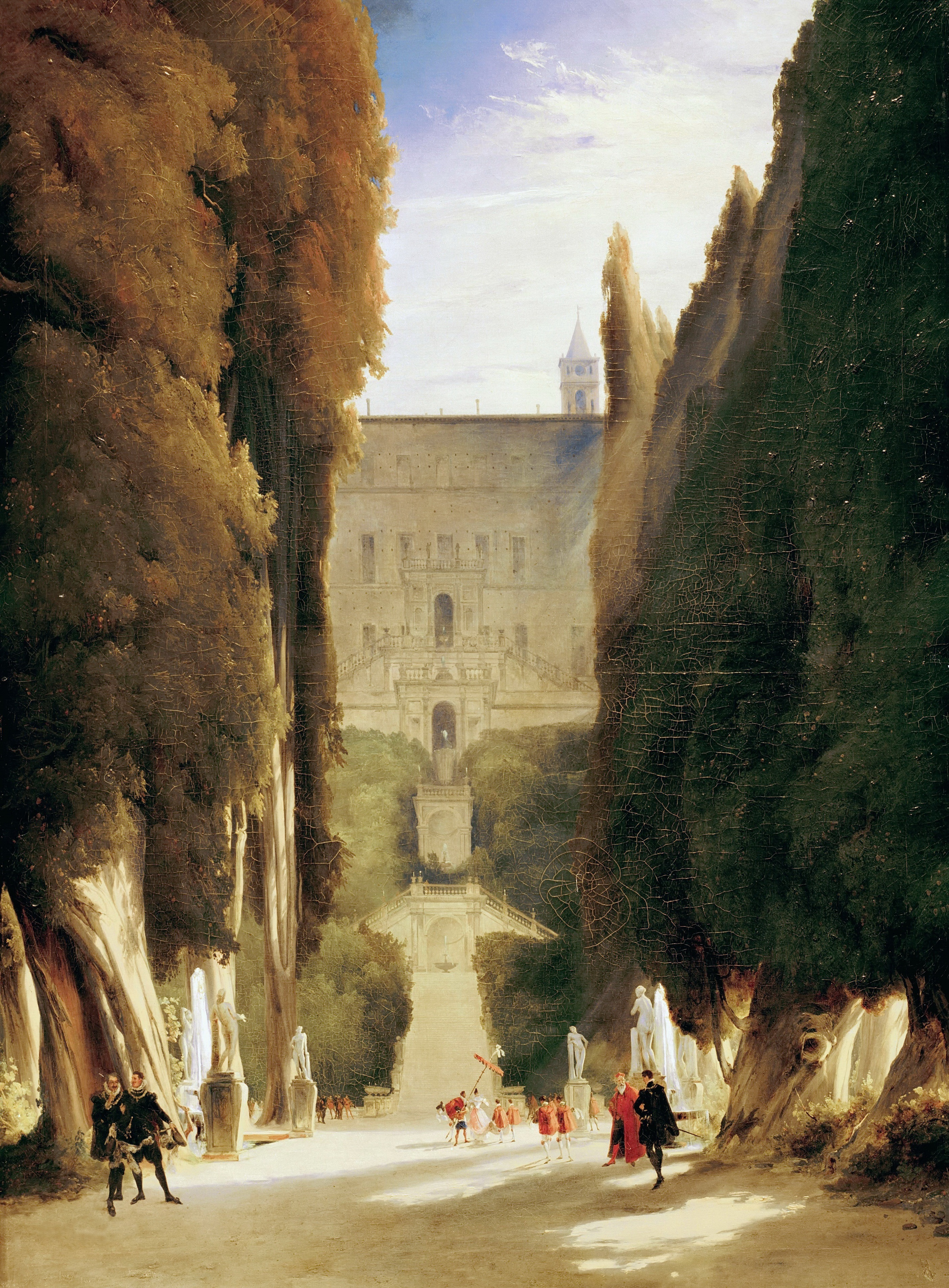
Im Park der Villa d'Este, 1830
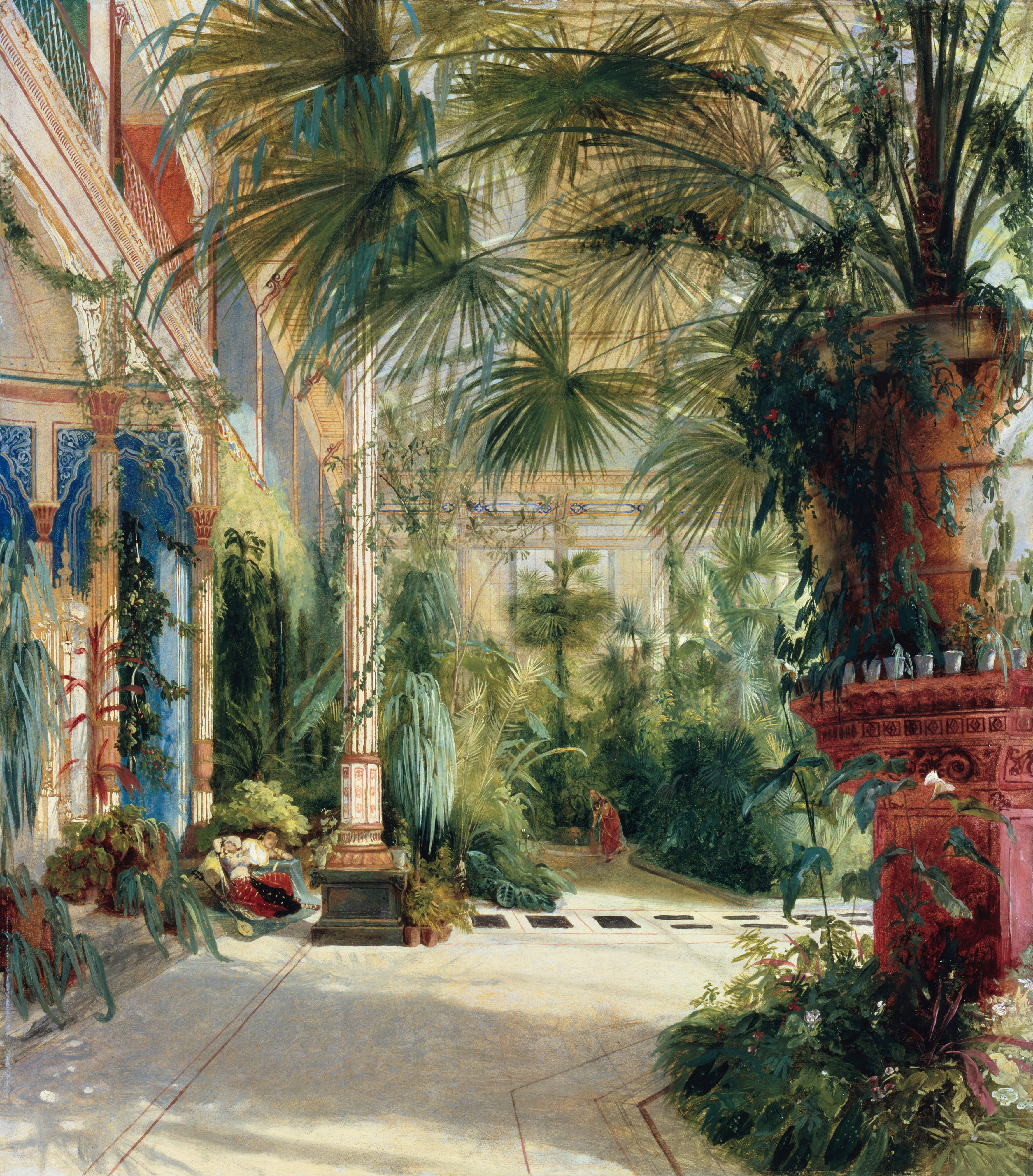
Das Innere des Palmenhauses, 1832-1834